# نام کره‌ای

نام خانوادگی نیمی از مردم کره‌ای کیم، لی، پارک، چوی، و جونگ است.
Kim, Gim, Ghim
Lee, Yi, Rhee, Yie
Park, Pak, Bahk
Choi, Choe
Jung, Jeong, Chung, Cheong

یک نام کره‌ای ابتدا نام خانوادگی و سپس نام کوچک فرد آورده می‌شود. این نام توسط مردم کره‌ای در کره شمالی و کره جنوبی مورد استفاده قرار می‌گیرد.
در کره جنوبی تنها ۲۸۰ نام خانوادگی وجود دارد که برای جمعیت این کشور «بیش از ۷۷ میلیون» کم است. 
برای مثال در هنرمندان معروف کره‌ای می‌توان گروه موسیقی مانند اکسو چهار تا از عضو های این گروه، کیم جونگده《چن》،کیم جونمیون《سوهو》،کیم مینسوک《شیومین》،کیم جونگین《کای》و همچنین پارک چانیول و بی تی اس را مثال زد که سه تا از عضو های این گروه ، کیم تهیونگ، کیم نامجون « آر ام »  و کیم سوکجین نام خانوادگی یکی دارند.